# بروس سولومون
بروس سولومون (بالإنجليزية: Bruce Solomon)‏ هو ممثل أمريكي، ولد في 12 أغسطس 1944 بنيويورك في الولايات المتحدة.

## أعمال

### مسلسلات
- بيفرلي هيلز 90210

## وصلات خارجية
- بروس سولومون على موقع IMDb (الإنجليزية)
- بروس سولومون على موقع ألو سيني (الفرنسية)
- بروس سولومون على موقع أول موفي (الإنجليزية)
- بروس سولومون على موقع قاعدة بيانات الأفلام السويدية (السويدية)
- بروس سولومون على موقع قاعدة بيانات الفيلم (الإنجليزية)
- بروس سولومون على موقع كينوبويسك (الروسية)